# PSR J1748-2446ad
PSR J1748-2446ad est un pulsar de l'amas globulaire Terzan 5, situé à environ 18 000 années-lumière de la Terre dans la constellation du Sagittaire. C'est l'étoile à neutrons avec la rotation la plus rapide jamais observée jusqu'à aujourd'hui avec 716 rotations par seconde,. Il dépasse ainsi PSR B1937+21, qui était l'étoile à neutrons la plus rapide jamais observée depuis 1982.
Les astronomes ont calculé que l’étoile à neutrons pèse un peu moins de deux fois la masse du Soleil. Son rayon est limité à moins de 16 km. À son équateur, il tourne à environ 24 % de la vitesse de la lumière, soit plus de 70 000 km par seconde.
Les astrophysiciens considéraient jusqu'alors que 700 rotations par seconde était une limite infranchissable.